# IC 3492
IC 3492 је елиптична галаксија у сазвјежђу Дјевица која се налази на листи објеката дубоког неба у Индекс каталогу.
Деклинација објекта је + 12° 51' 14" а ректасцензија 12h 33m 19,7s. Привидна величина (магнитуда) објекта IC 3492 износи 13,8 а фотографска магнитуда 14,8. Налази се на удаљености од 16,8 милиона парсека од Сунца. IC 3492 је још познат и под ознакама MCG 2-32-132, VCC 1499, ARAK 376, NPM1G +13.0307, PGC 41698.